# هيكتور نونيز
هيكتور نونيز (بالإسبانية: Héctor Núñez Segovia)‏ (15 أبريل 1992 في تشيلي - ) هو مدرب كرة قدم ولاعب كرة قدم تشيلي في مركز الهجوم.

## وصلات خارجية
- هيكتور نونيز على موقع اتحاد إستونيا (الإنجليزية)
- هيكتور نونيز على موقع قاعدة بيانات كرة القدم.إي يو (الإنجليزية)
- هيكتور نونيز على موقع Soccerway.com (الإنجليزية)
- هيكتور نونيز على موقع عالم كرة القدم.نت (الإنجليزية)
- هيكتور نونيز على موقع AS.com (الإسبانية)